# کاتالوگ بابلی ستارگان

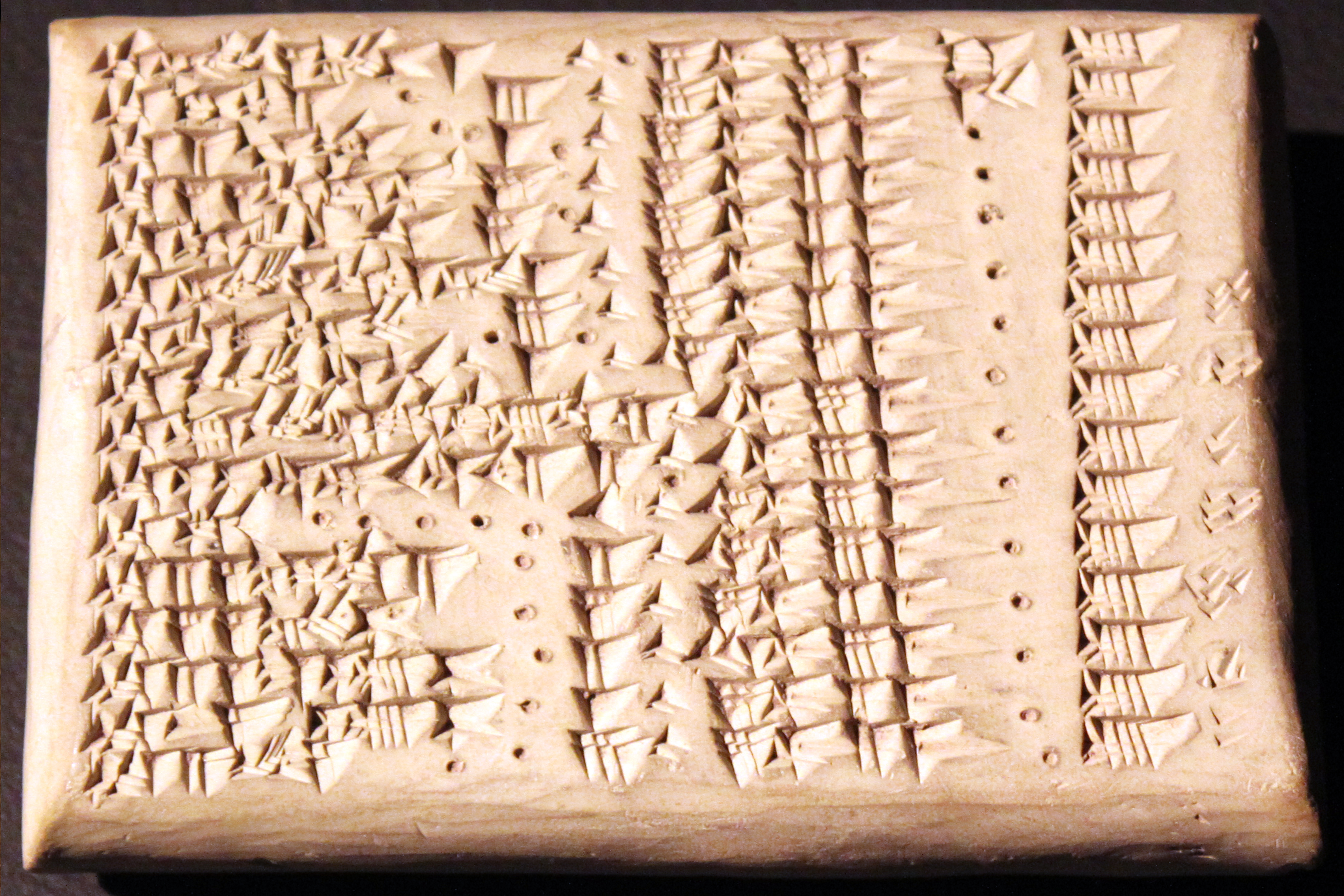
کاتالوگ ستارگان: فهرست از هر صورت فلکی، تعداد ستاره‌ها و فاصلهٔ آن (در یکای ارش) اطلاعاتی به‌دست می‌دهد، اوروک (در عراق کنونی), ۳۲۰–۱۵۰ پیش از میلاد

کاتالوگ بابلی ستارگان (MULAPIN) فهرستی از اولین مشاهدات و پیشگویی‌های نجومی در طول و پس از حکومت کاسیان بر بابل است که به خط میخی نگاشته شده در زمینهٔ اخترشناسی بابلی گردآوری شده‌است. محتوای این فهرست‌ها، صورت‌های فلکی، ستارگان منفرد و سیارات بودند. در فهرست صورت‌های فلکی احتمالاً از منابع مختلف دیگر جمع‌آوری شده‌اند. در اولین فهرست، سه ستاره هر کدام، از ستارگان اکد، آمورو، عیلام و دیگران نام می‌برد. منابع مختلف منشأ سومری را برای این صورت‌های فلکی بابلی نظریه‌پردازی کرده‌اند، اما منشأ ایلامی نیز پیشنهاد شده‌است.ارتباطی با نماد ستاره‌ای سنگ‌های مرزی کودورو (Kassite kudurru) نیز ادعا شده‌است، اما اینکه آیا چنین کودوروس واقعاً نشان‌دهنده صورت‌های فلکی و اطلاعات نجومی به غیر از استفاده از نمادها است، نامشخص است.
فهرست ستارگان پس از سه ستاره هر کدام شامل فهرست مول.اپین است که به نام اولین صورت فلکی بابلی مول. اپین، «شاهوآهن» نامگذاری شده‌است، که صورت فلکی سه‌سو فعلی به اضافه گاما آندرومدا است. در میان دیگران، ۱۷ یا ۱۸ صورت فلکی در زودیاک را فهرست می‌کند. فهرست‌های بعدی مجموعه برج فلکی برج فلکی را به ۱۲ تقلیل می‌دهند که توسط مصریان و یونانیان قرض گرفته شده‌اند و هنوز در میان صورت‌های فلکی مدرن باقی مانده‌اند.